# Ungnadia speciosa
Ungnadia speciosa es una especie de arbusto perteneciente a la familia de las sapindáceas.

## Descripción
Es un arbusto o pequeño árbol nativo del nordeste de México, sur de Texas y sur de Nuevo México en EE. UU.. Es una especie del género  Ungnadia.
Difiere del género Aesculus en tener las hojas alternas, pinnadas con 5-7 prospectos, pero las flores y frutos son similares. Algunos la relacionan con el género  Sapindus.

## Taxonomía
Ungnadia speciosa fue descrita por Stephan Ladislaus Endlicher y publicado en Atakta Botanica 4, pl. 36, en el año 1833 [1835].